# Neville Lyttelton
Neville Gerald Lyttelton (28 octobre 1845 - 6 juillet 1931) est un officier de l'armée britannique de la famille Lyttelton qui a sert contre les raids féniens et dans la guerre anglo-égyptienne, la guerre mahdiste et la seconde guerre des Boers. Il est chef d'état-major au moment des réformes Haldane, puis devient commandant en chef de l'Irlande.

## Carrière militaire
Il est le fils de George Lyttelton (4e baron Lyttelton) et de Mary Lyttelton (née Glynne) et fait ses études au collège d'Eton. Il entre dans la brigade de fusiliers en janvier 1865 . En tant qu'officier subalterne, il est envoyé au Canada où il aide à vaincre les raids des Fenians en 1866 et sert comme secrétaire de la Commission des frontières de l'Oregon en 1867. Il est promu lieutenant le 14 juillet 1869, capitaine le 13 octobre 1877 et major le 22 février 1882. En 1880, il est nommé secrétaire particulier de Hugh Childers, secrétaire d'État à la guerre.
Il prend part à la guerre anglo-égyptienne en 1882 comme aide de camp de Sir John Adye, à partir du 1er août 1882. Il participe à la bataille de Tel el-Kebir et est mentionné dans des dépêches. Il est promu lieutenant-colonel breveté et reçoit l'ordre de l'Osmanieh (4e classe) le 17 novembre 1882.
Il devient secrétaire militaire adjoint du lieutenant-général Sir John Adye quand il est gouverneur de Gibraltar le 1er janvier 1883 et secrétaire militaire de Lord Reay, gouverneur de Bombay en 1885 . Dans sa jeunesse, il se fait des amis, se mélangeant dans des cercles aristocratiques whiggish avec Edward Grey et Arthur Balfour, plus tard les dirigeants de la politique étrangère impériale . Il est promu colonel breveté le 18 novembre 1886 et devient commandant en second du 3e bataillon de son régiment en 1890. Promu au grade de lieutenant-colonel le 9 novembre 1892, il devient commandant du 1er bataillon de son régiment en 1893 et commandant du 2e bataillon de son régiment en Irlande.

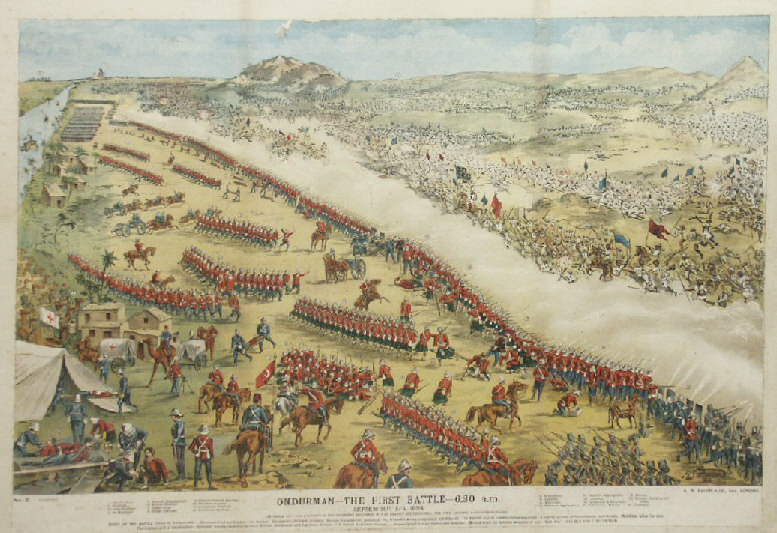
La bataille d'Omdurman, à laquelle Lyttelton dirige la 2e brigade, pendant la guerre mahdiste

Il est adjudant général adjoint au quartier général en décembre 1894 et secrétaire militaire adjoint en octobre 1897  et participe aux funérailles d'État de l'ancien Premier ministre William Gladstone en mai 1898.
Il reçoit le commandement de la 2e brigade avec le grade temporaire de général de brigade le 13 juillet 1898 et mène sa brigade à la bataille d'Omdurman en septembre 1898 pendant la guerre mahdiste .
Il reprend son poste de secrétaire militaire adjoint au quartier général le 21 octobre 1898, puis, étant devenu major général surnuméraire pour service distingué sur le terrain le 15 novembre 1898 et confirmé le 10 février 1899. Il reprend brièvement son ancien commandement à la 2e brigade, maintenant basée au commandement d'Aldershot, le 1er septembre 1899.
Lyttelton sert dans la seconde guerre des Boers comme commandant de la 4e brigade en Afrique du Sud à partir du 9 octobre 1899. Il devient temporairement officier général commandant la 2e division en février 1900, et commande la 4e division. Il participe à la bataille de Spion Kop en janvier 1900 et à la bataille de Vaal Krantz en février 1900, menant au soulagement de Ladysmith plus tard ce mois-là . Promu lieutenant général pour service distingué sur le terrain le 22 mars 1900, Lord Roberts dans sa dépêche se référait à Lyttelton comme un officier « avec une grande froideur sous le feu, et des connaissances et des ressources tactiques considérables... un excellent commandant dans le champ ». Il commande les troupes du Natal jusqu'en juin 1902, date à laquelle il devient commandant en chef de toute l'Afrique du Sud après la fin de la deuxième guerre des Boers le mois précédent. Dans ce poste, Lyttelton et sa femme cherchent à rétablir les relations avec la communauté boer. Dans la liste des honneurs d'Afrique du Sud publiée le 26 juin 1902, Lyttelton est fait chevalier commandeur de l'ordre du Bain (KCB).

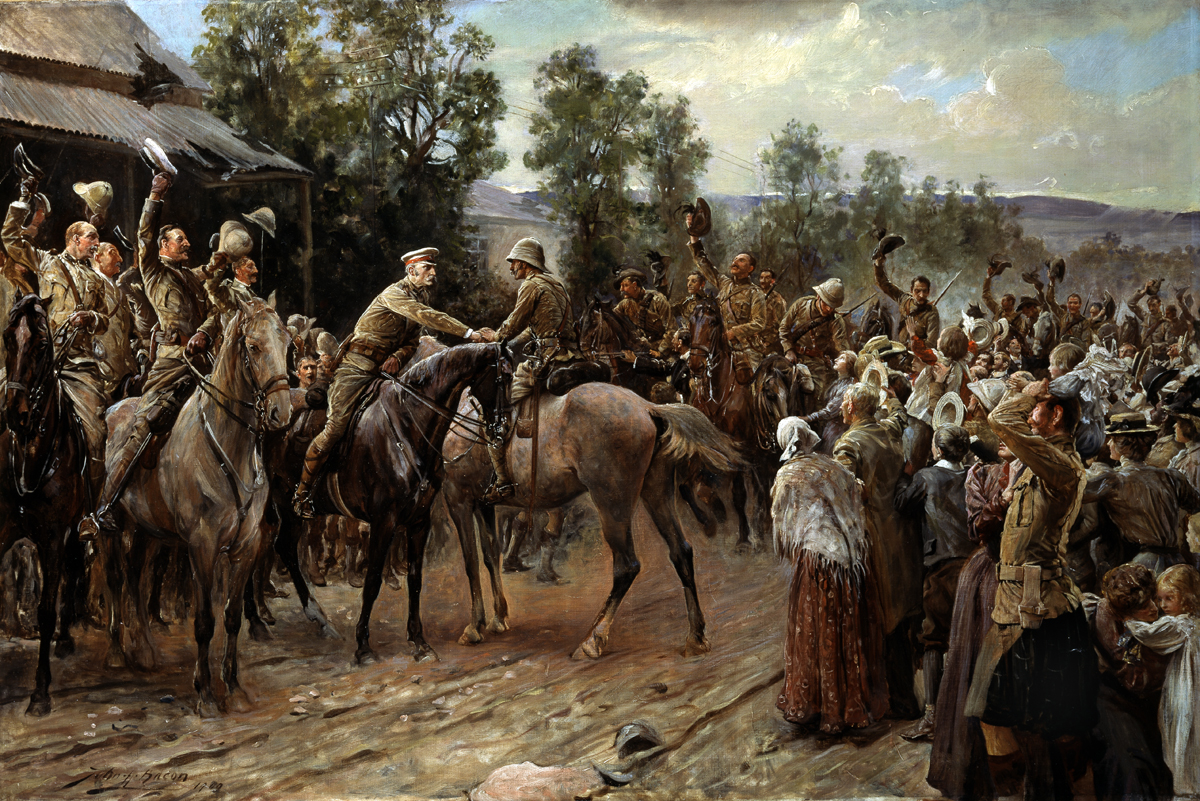
Lyttelton était présent au siège de Ladysmith

Le 12 février 1904, il est nommé chef d'état-major général et membre du nouveau conseil de l'armée. Ce nouveau poste est créé à la suite de la suppression du poste de commandant en chef des Forces comme recommandé par Lord Esher dans le rapport Esher . Lyttelton est promu général le 9 avril 1906. C'est l'époque des réformes Haldane qui cherchent à mettre en place à la fois une nouvelle force expéditionnaire et une nouvelle force territoriale, mais selon Edward M Spires, Lyttelton n'est pas à la hauteur de la tâche - il est « irréprochable, malléable et n'a pas réussi à diriger le conseil d'armée ».
Lyttelton devient commandant en chef en Irlande le 10 mai 1908. Il participe à la fois à la procession funéraire après la mort du roi Édouard VII en mai 1910 et à la procession du couronnement du roi George V en juin 1911. Il est nommé chevalier grand-croix de l'ordre royal de Victoria le 12 juillet 1911 et prend sa retraite le 10 août 1912.
À la retraite, il est membre de la Commission de la Mésopotamie qui siège en 1916/17 .
Le roi insiste pour qu'il soit nommé gouverneur de l'hôpital royal de Chelsea le 10 août 1912 et reste en place jusqu'à sa mort le 6 juillet 1931 .

## Famille
En 1883, il épouse Katharine Sarah Stuart-Wortley; ils ont trois filles, la plus âgée étant Lucy Blanche .Son petit-fils, Andrew Hichens, est un joueur de cricket de première classe .

## Sources
- Edward M. Spiers, Haldane: Army Reformer, Edinburgh University Press, 1984 (ISBN 978-0-85224-370-1, lire en ligne)